# Neue Donau

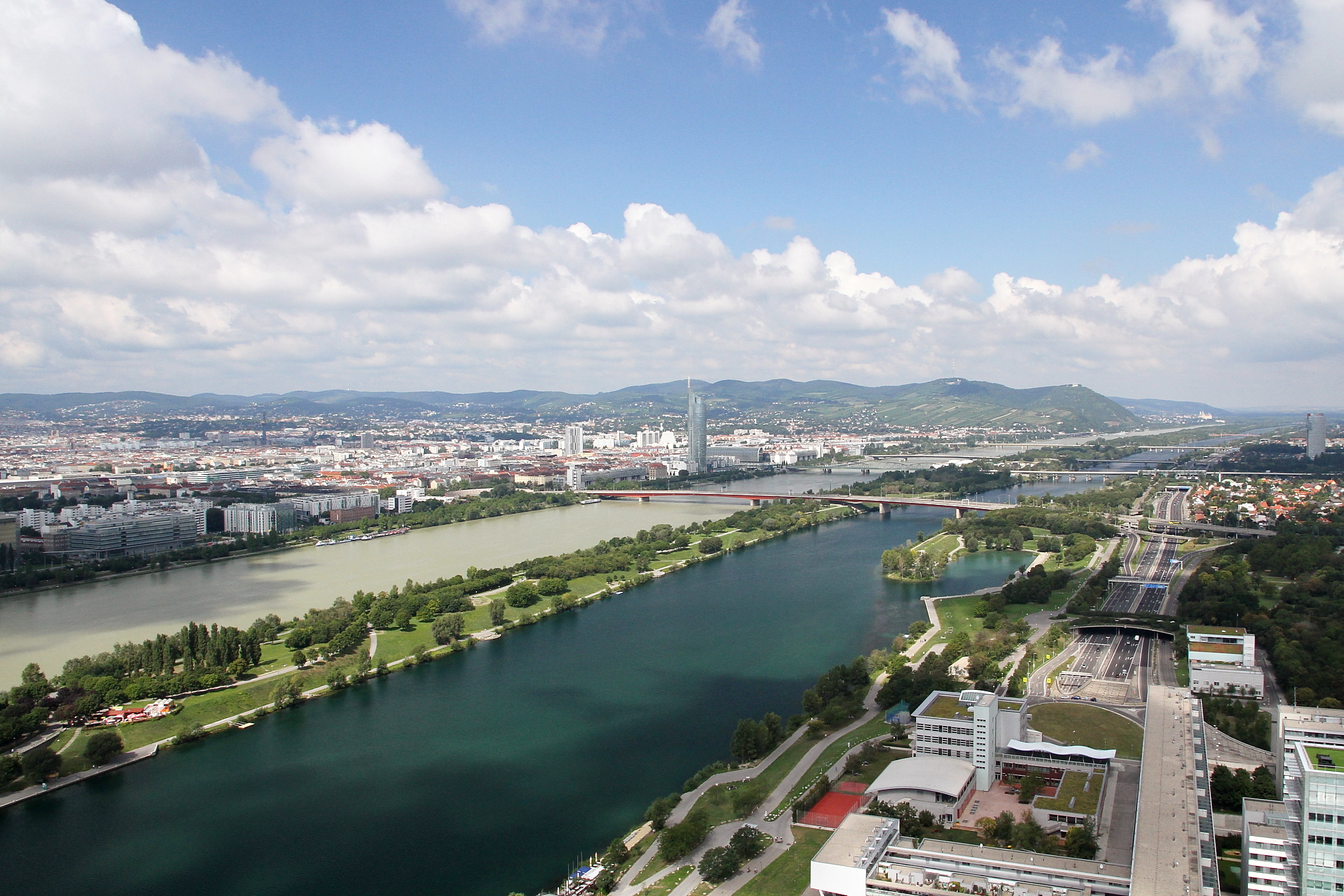
Die Neue Donau im Bereich zwischen Kaisermühlen und Floridsdorf, Blick Richtung Westen, flussaufwärts; links im Bild das Hauptgerinne der Donau.

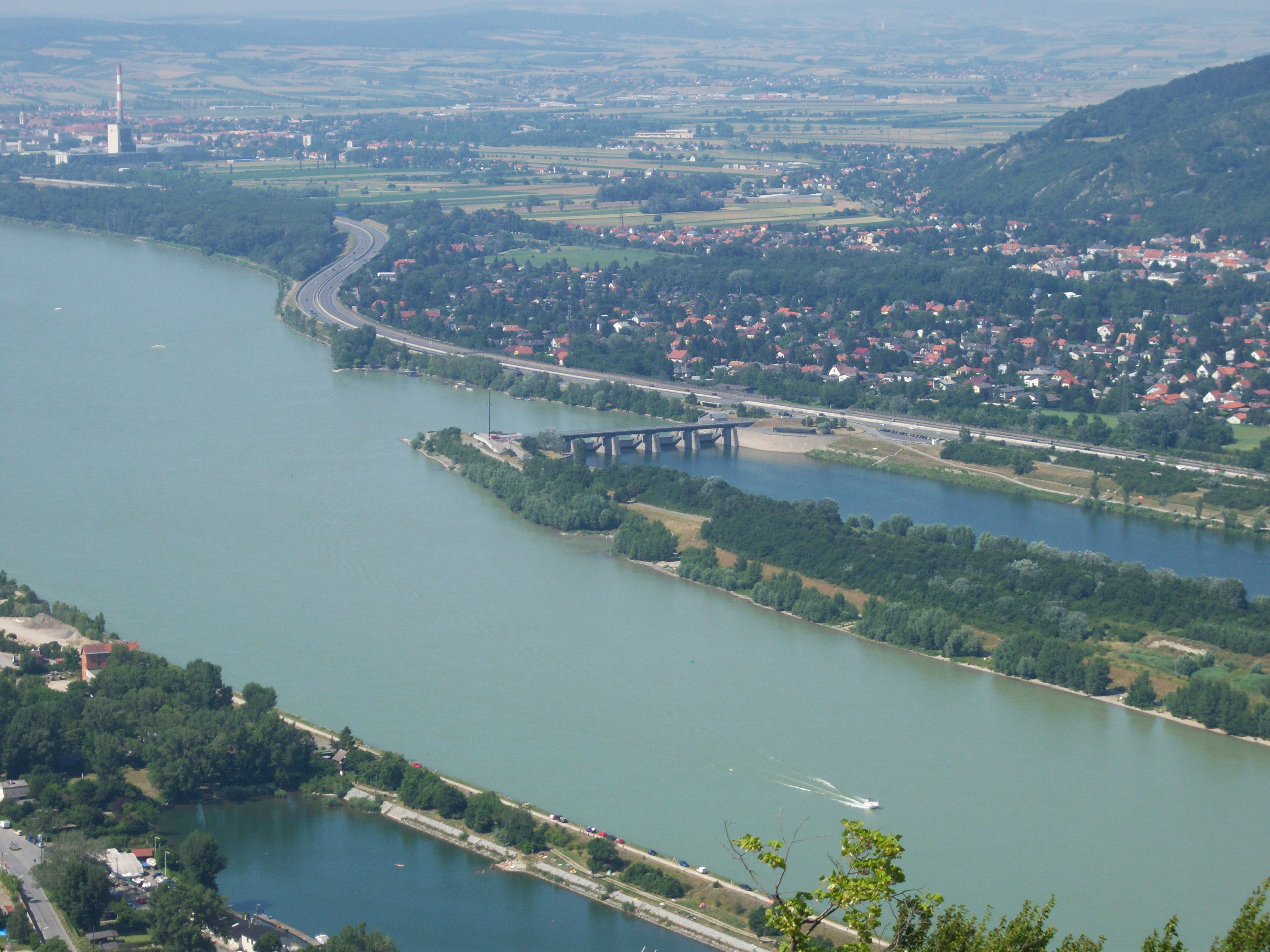
Blick vom Leopoldsberg nordwärts auf den Anfang der Donauinsel und das Einlaufbauwerk der Neuen Donau.

Blick von der Reichsbrücke auf die Neue Donau mit der Donau City

Die Neue Donau ist ein orografisch linker, nordöstlicher geradliniger Seitenarm der Donau in Wien. Sie wurde im Rahmen der zweiten Wiener Donauregulierung 1972 bis 1987 als Entlastungsgewässer für den Hochwasserschutz gebaut. Zwischen Neuer Donau und Hauptstrom liegt die etwa 100 bis 300 m breite Wiener Donauinsel.

## Verlauf
Die nur etwa 200 m breite Neue Donau beginnt im Gemeindegebiet von Langenzersdorf mit einem Wehr namens Einlaufbauwerk unmittelbar nach der Abzweigung vom Hauptstrom, das nur bei Hochwasserführung der Donau geöffnet wird. In der Regel steht daher das Wasser der Neuen Donau, bei Hochwasser eingespülte Trübstoffe setzen sich mit der Zeit ab und das Wasser wird klar und erscheint in der Ansicht dann dunkler.
Die Tiefe der Neuen Donau beträgt bei Ruhewasserspiegel (hochwasserfreie Zeit) bis zu 6,30 Meter.
Die Uferwege zu beiden Seiten sind analog zur Donau alle halben Kilometer gegen die Fließrichtung kilometriert, am linksufrigen „Festland“ der Stadtbezirke 21 und 22 mit einem vorangestellten „L“, am von der Donauinsel gebildeten rechten Ufer mit „R“ – mit jeweils einer Stelle nach dem Komma.
Um bei Hochwasser als schmaleres Entlastungsgerinne ausreichend Wasser aufnehmen zu können, liegt der Grund der Neuen Donau tiefer als der des Hauptstroms. Wehr 1 bei Kilometer 9,5 und Wehr 2 bei km 1,8 regeln den Wasserstand der Neuen Donau, die durch Uferfiltrat vom durchwegs höher spiegelnden 300 bis 350 m breiten Hauptstrom der Donau her gespeist wird. Auf Höhe km 4,5 liegt im Hauptstrom das Donaukraftwerk Freudenau.
Noch weiter links der Neuen Donau verläuft auf Höhe von km 15 bis 9,5 in einem Bogen die ebenfalls zum Baden dienende Alte Donau, bei der ersten Donauregulierung entstanden, zuvor Hauptstrom.
Rechts vom Hauptstrom verläuft von km 17,5 bis km 2 der nur 50 m schmale, sich weit vom Strom entfernende Donaukanal, der über Jahrhunderte entstandene stadtzentrumsnächste Donauarm, früher als Wiener Arm bezeichnet. Stärker gebogen und mit deutlich wahrnehmbarer Strömung führt er im Südwesten bis an den 1. Bezirk heran.

## Baugeschichte und Funktion im Hochwasserschutz
Die Neue Donau verläuft auf einer Strecke von etwa 21 km parallel zum Strom durch das Wiener Stadtgebiet, von der Abzweigung vom Hauptstrom im Gemeindegebiet von Langenzersdorf in Niederösterreich im Nordwesten durch den 21. Gemeindebezirk bis zur Einmündung in den Hauptstrom beim Nationalpark Donau-Auen im 22. Bezirk im Südosten. Wo sich heute die Neue Donau und die Donauinsel erstrecken, befand sich vorher das bei der ersten Wiener Donauregulierung 1868–1875 geschaffene Überschwemmungsgebiet, eine weite Wiesenlandschaft, die bei Hochwasser unter Wasser stand. Das linke, nördliche Ufer der Neuen Donau sichert der in mehreren Etappen von 1785 bis 1905 gebaute Hubertusdamm (Marchfeld-Schutzdamm).
Vom 8. bis zum 28. Juli 1954 wurde Wien von einem verheerenden Hochwasser heimgesucht, das das stadtseitige Ufer an mehreren Stellen überschwemmte und durch Sickerwasser tagelang die Floridsdorfer Bezirksteile Jedlesee und Schwarzlackenau bedrohte. Der Marchfeldschutzdamm musste mit Sandsäcken erhöht werden, um den Wassermassen standzuhalten, und die Feuerwehr hatte 186 Menschen aus Lebensgefahr zu retten. Nur dem sich bessernden Wetter war es zu verdanken, dass keine Überschwemmungskatastrophe eintrat.
Das Ereignis führte die Unzulänglichkeit des Hochwasserschutzes im Wiener Raum vor Augen, der lediglich einer Durchflussmenge von rund 10.000 m³/s standhalten konnte. 1957 wurde daher mit den Planungen für einen verbesserten Hochwasserschutz begonnen. Es entstand nach jahrelangen Diskussionen ein neuer Donauregulierungsplan, der die Schaffung eines Entlastungsgerinnes sowie das Aufschütten einer langgestreckten Insel in der Donau vorsah. Der sehr umstrittene Bau des Entlastungsgerinnes als wesentlicher Bestandteil der Wiener Donauregulierung wurde im September 1969 von der regierenden SPÖ gemeinsam mit den Stimmen der FPÖ und gegen den Widerstand der ÖVP beschlossen. Baubeginn war der 29. Mai 1972, erst am 13. Oktober 1987 waren alle Arbeiten abgeschlossen.
Der offizielle Name Neue Donau wurde vom zuständigen Gemeinderatsausschuss 1984 beschlossen;
in der PR-Arbeit des Rathauses wurde der Name erstmals 1969 verwendet, da sich der Begriff Entlastungsgerinne nicht dazu eignete, das Bauvorhaben populär zu machen.
Dank des neuen Bauwerks kann eine Hochwassermenge von insgesamt bis zu 14.000 m³/s gefahrlos abfließen. Der Wasserpegel steht dann noch einen Meter unter den Dammkronen wie beim Hochwasser des Jahres 1501 mit dem höchsten bisher in Wien verzeichneten Pegelstand. Die Wassermenge teilt sich in diesem Fall zu 5.200 m³/s auf die Neue Donau und zu 8.800 m³/s auf den Hauptstrom auf.
Die Gesamtkosten für die Errichtung betrugen 4,5 Mrd. Schilling, zusammen mit dem gleichzeitig errichteten rechten Donaudamm 7 Mrd. Schilling. Bei den Bauarbeiten wurden rund 30 Millionen Kubikmeter Erde bewegt.

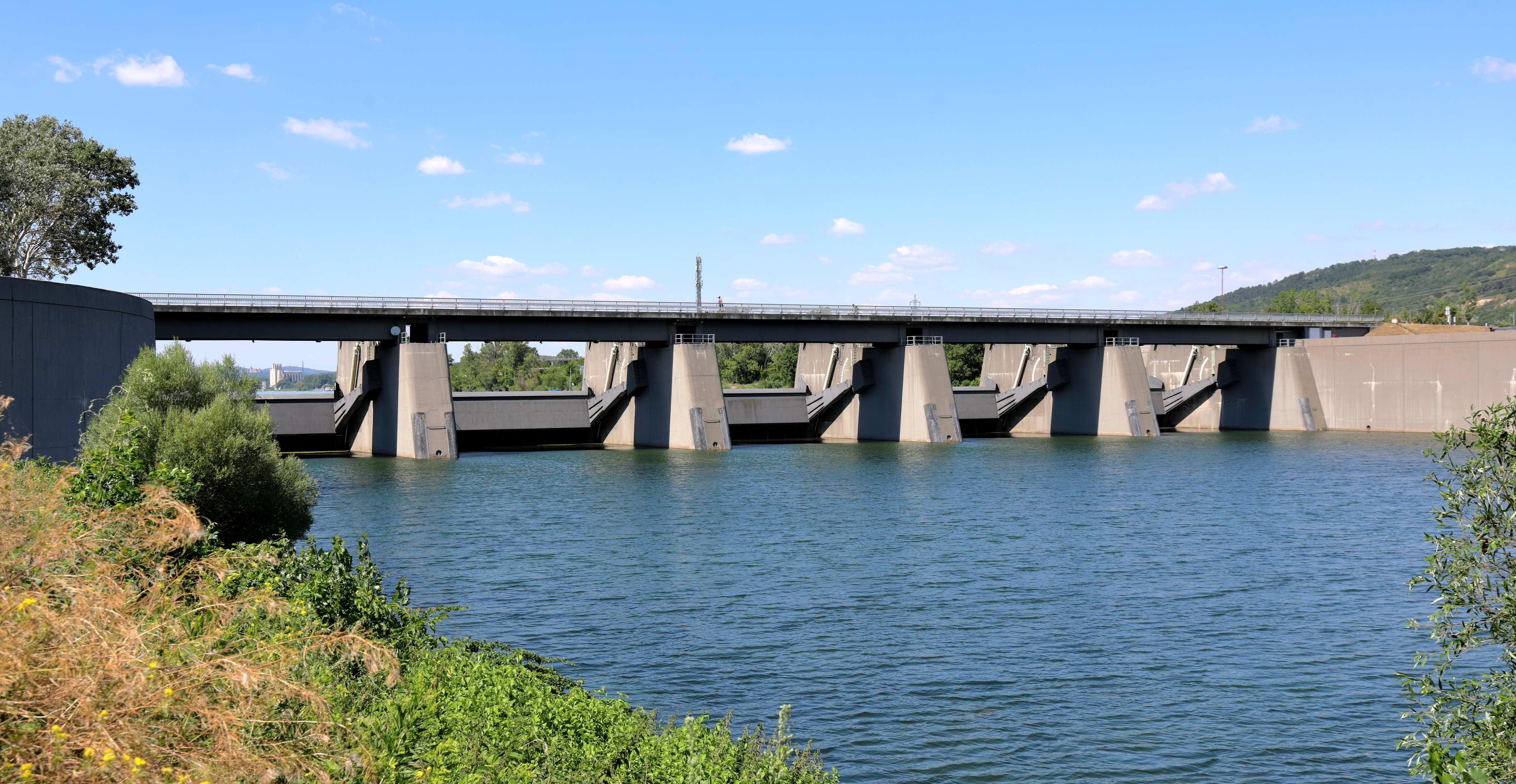
Einlaufbauwerk mit fünf Wehrfeldern

Am Beginn der Neuen Donau steht ein Einlaufbauwerk genanntes Wehr, das im Regelfall geschlossen ist, was die Neue Donau zu einem stehenden Gewässer macht. Bei Hochwasser wird es geöffnet, damit die Donau entlastet und Überschwemmungen vermieden werden können. Dies hat gewöhnlich ein bis zu einigen Wochen dauerndes Badeverbot für die Neue Donau zur Folge, bis das Wasser wieder Badewasserqualität erreicht. Weitere Wehranlagen befinden sich knapp stromaufwärts der Praterbrücke (Wehr 1) und auf der Höhe des Ölhafens Lobau (Wehr 2) ca. 1,5 km vor der Mündung der Neuen Donau in den Hauptstrom. Das Niveau des Donaustromes liegt höher als das der Neuen Donau. Folglich wird die Neue Donau laufend von Donauwasser gespeist, das auf seiner Passage durch die Donauinsel eine Filterung und Reinigung durch den Inselkörper erfährt. Überschusswasser der Neuen Donau wird über die Wehre 1 und 2 laufend abgeleitet.
Im Juni 2017 wurde im Bereich des Wehrs 1 ein Kleinwasserkraftwerk mit 100 kW maximaler Leistung in Betrieb genommen. Dabei wird der Höhenunterschied der Wasserspiegel zwischen Donau und Neuer Donau (etwa 3,5 m) ausgenützt. Mit Hilfe einer Wasserkraftschnecke können pro Jahr bis zu 400.000 Kilowattstunden Strom erzeugt werden.

## Nutzung für Erholung und Tourismus
Die Neue Donau ist mit den U-Bahn-Linien U6 (Station Neue Donau), U1 (Station Donauinsel) und U2 (Station Donaustadtbrücke), mit der S-Bahn und Regionalzügen (Station Handelskai), mit der über die Floridsdorfer Brücke verkehrenden Straßenbahnlinie 31 und mit diversen städtischen Autobuslinien erreichbar.
Es gibt eine Regattastrecke – 1991 wurden dort die Ruder-Weltmeisterschaften und 2009 die World Rowing Masters ausgetragen – und einen Wasserskilift. Um 2013 wurde eine durchströmte Paddel-Slalomtrainingsstrecke bei ca. km R6,8 auf der Donauinsel errichtet. Es wird klares Wasser der Neuen Donau in der auf der Donauinsel gebauten Anlage durch elektrisch betriebene Pumpen umgewälzt. Nicht genutzt wird das ausreichend höher liegende Wasser des Hauptstroms, da das Einbringen von trübem Wasser in die – weil in der Regel durch Grundwasser und Ufer filtriert gespeist – klare Neue Donau dem Naturschutz widersprechen würde. Private Motorboote sind auf der Neuen Donau nicht zugelassen.
Bekanntester Uferabschnitt ist die bei der Reichsbrücke gelegene Copa Cagrana (benannt nach Copacabana und dem Bezirksteil Kagran), seit Juli 2015 als Copa Beach bezeichnet.
Einer von zwei Campingplätzen Wiens, Camping Wien Neue Donau der Verkehrsbuero Austria, grenzt direkt an das Ufer der Neuen Donau.

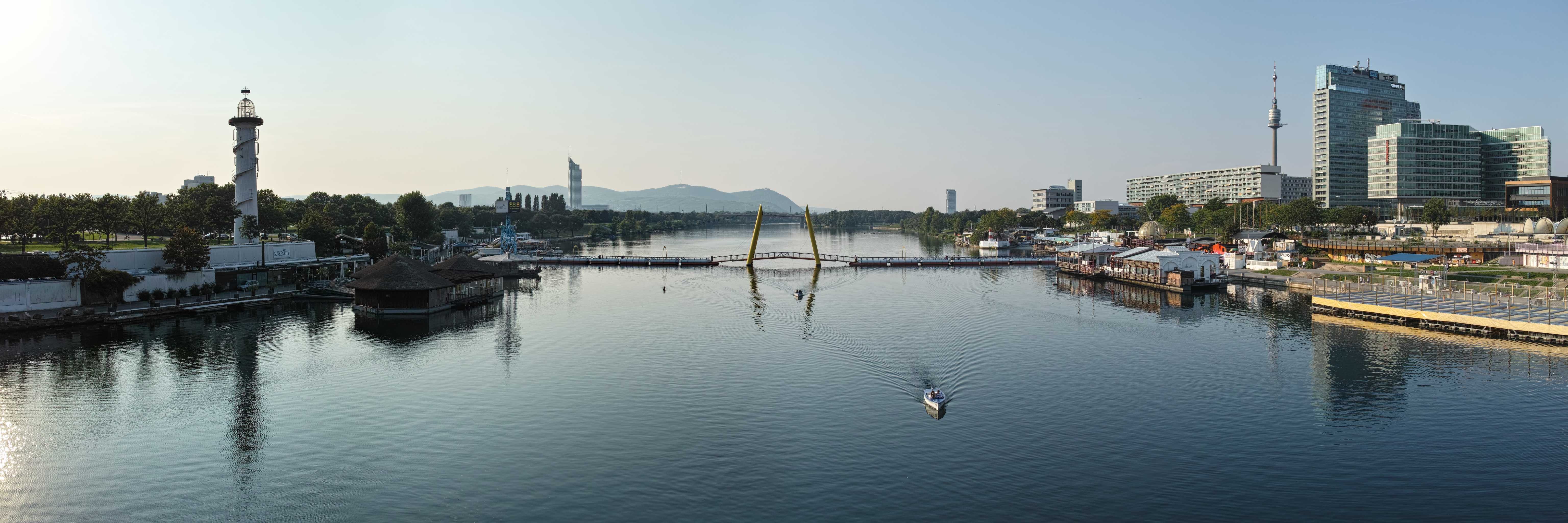
Die Neue Donau von der Reichsbrücke stromaufwärts gesehen mit dem Uferabschnitt Copa Beach.

## Hydrologie, Biologie
Die Neue Donau wird im Normalfall, also außerhalb der Nutzung als Hochwassergerinne, nur von einer im Vergleich zum Hauptgerinne geringen Durchflussrate durchflossen. Einlaufbauwerk Langenzersdorf, Wehr 1 (Wien) (mit Kleinkraftwerk) und Wehr 2 (Wien) bilden in der Neuen Donau zwei Wasserspiegelstufen aus. Die Längsneigung dieser Wasserspiegel in der Neuen Donau ist entsprechend dem geringen Durchfluss viel geringer als im Hauptgerinne der Donau daneben. Bei der Wildwasserarena liegt der Spiegel der Donau höher als der der Neuen Donau, dennoch wird das künstliche Gerinne nicht mit Wasser des Hauptgerinnes gespeist, sondern aus der Neuen Donau hochgepumpt, um keine Schwebstoffe in die Neue Donau einzubringen und die Lebensräume getrennt zu halten.
Nachdem längere Zeit das Ährige Tausendblatt als Wasserpflanze vorherrschte, hat sich in der Vegetationsperiode 2022, im Mai 2022 das Krause Laichkraut durchgesetzt. Um Schwimmen und Bootfahren zu ermöglichen, wird ab Mai an besonders stark genutzten Bereichen der Neuen Donau die unter dem Wasserspiegel gedeihende Vegetation gemäht und entfernt.

## Ereignisse
- Knapp stromabwärts von Wehr 1 wurden am 5. Dezember 2015 bei äußerst klarem Wasser mehr als 100.000 Euro gültiges Bargeld, lose vor dunklem Grund hell erscheinende Scheine, zu einem wesentlichen Teil 500-Euro-Banknoten, von einem Passanten entdeckt, der die Polizei verständigte. Das Geld wurde zumindest im Wesentlichen von der Polizei am selben und am Folgetag geborgen.[8][9] Die knapp 130.000 Euro waren – auf einem Bankkonto – 2016 noch in der Obhut des Fundamts. Gegen einen Mann, der es beanspruchen wollte, wurde wegen Betrugsversuchs ermittelt.[10]

- Der österreichische Sportredakteur Peter Elstner starb am 20. Juni 2021 nach einem Sprung von einer Badeplattform in die Neue Donau.[11]